# Doca (Fußballspieler)
Alfredo Almeida Rego, genannt Doca, (* 17. April 1903 in Santana do Livramento; † 30. Juli 1988 in Rio de Janeiro) war ein brasilianischer Fußballnationalspieler und Basketballspieler.

## Laufbahn
Doca spielte ausschließlich für Klubs aus Rio de Janeiro. Seine Laufbahn startete er 1923 beim SC Mackenzie. Nach zwei Jahren wechselte der Spieler zum São Cristóvão FR. Hier war er sechs Jahre tätig. Anschließend ging er drei Jahre zum CR Flamengo, wo er seine Karriere 1935 beendete.
Er war Mitglied der Nationalmannschaft bei der Fußball-Weltmeisterschaft 1930, kam aber zu keinem Einsatz. Diesen erhielt Doca am 17. August 1930 bei einem Freundschaftsspiel gegen die USA. Zu dem Ergebnis von 4:3 trug er ein Tor bei. Es blieb bei diesem einzigen Einsatz.
Bei São Cristóvão trat er auch als Basketballspieler neben seinem Bruder Gilberto de Almeida Rêgo an, welcher Kapitän der Mannschaft war. 1929 und 1929 gewann er mit seinem Bruder die Meisterschaft von Rio de Janeiro.

## Erfolge
São Cristóvão
- Als Fußballspieler
  - Staatsmeisterschaft von Rio de Janeiro: 1926

- Als Basketballspieler
  - Staatsmeisterschaft von Rio de Janeiro: 1929, 1930